# Mediations Biennale 2008
Mediations Biennale 2008 – biennale sztuki współczesnej, pierwsza oficjalna edycja Mediations Biennale, która odbyła się w październiku 2008 roku w dniach od 3 do 30 w Poznaniu. Na program złożyło się 16 ekspozycji pokazywanych w kilkunastu przestrzeniach wystawienniczych Poznania. Edycja Mediations Biennale z 2008 była jak dotąd największą odsłoną imprezy – wzięło w niej udział ok. 240 artystów.

## Wydarzenia

### Program główny
Trzonem edycji 2008 były trzy wystawy nurtu głównego: 
- Corporeal-Technoreal – kurator: Yu Yeon Kim, miejsce: Stara Drukarnia, wystawa odnosiła się do człowieka we współczesnym, globalnym świecie, który będąc nadal elementem natury, staje się organizmem ujarzmianym nowymi technologiami, instrumentem i częścią systemu przekraczającego granice krajów i kontynentów [2]
- Voyage Sentimental – kurator: Lorand Hegyi, miejsce: Muzeum Narodowe w Poznaniu, wystawa prezentowała sztukę najnowszą, głównie z regionu Europy Środkowej. Jej tematykę sygnalizowało siedem podtytułów: Private Stories / Public Conflict, Melancholy and Longing, Urban Rumors, Micro-realism, Mania and Obsession, On Time and Silence, Gardens and Islands. [3]
- Identity and Tolerance – kurator: Gu Zhenqing, miejsce: Centrum Kultury ZAMEK, prezentacja sztuki chińskiej [4]

### Program towarzyszący
- 3XVideo – kurator: Paweł Sosnowski, miejsce: Galeria Szyperska
- The Camouflashed Mediations – kuratorzy: Aurelia Mandziuk, Mariusz Sołtysik, Anja Tabitha Rudolph, miejsce: Stara Drukarnia
- City Gallery
- Cosmopolitan Chicken Project, miejsce: Muzeum Sztuk Użytkowych
- From Their Planet – kurator Harm Lux, miejsce: Mooseum WSAiS
- Gabriela Galvan – kurator: Krzysztof Łukomski, miejsce: Galeria ON
- Glass Bridge – kurator: Iza Rudzka, Dariusz Głowadzki, Boris Brollo, miejsce: Muzeum Sztuk Użytkowych
- Gregorian Video-Art.: Re-Contextualisation – kuratorzy: Rusik Oat, Iliko Zautashrili, Michał Brzeziński, miejsce: Centrum Kultury ZAMEK w Poznaniu
- Layers Defenses, miejsce: Muzeum Sztuk Użytkowych
- Video Performances – kurator: Georg Elben, miejsce: Muzeum Etnograficzne w Poznaniu
- Wielka Polska – kuratorzy: Ewa Wójtowicz, Krzysztof Łukomski, Jakub Jasiukiewicz, miejsce: Galeria Miejska Arsenał
- Idziesz ze mną? – Gdzie? – W dupę ciemną! – kurator: Michał Lasota, miejsce: Galeria Miejska Arsenał
- [UN]human terror – miejsce: Galeria Naród Sobie [1]
- 0/h - miejsce: Galeria Enter

## Organizatorzy
- Centrum Kultury "Zamek" oraz Stowarzyszenie Kontekst Sztuki. Biennale zostało zrealizowane w ramach projektu "Poznań 2016 Europejska Stolica Kultury".
- Dyrektor: Tomasz Wendland[5]
- Dyrektor ds. realizacji: Sławomir Sobczak
- Dyrektor organizacyjny: Anna Hryniewiecka

## Artyści
W ramach Biennale 2008 swoje prace prezentowało łącznie 240 twórców z całego świata. Wśród nich byli: Marina Abramovič, Oleg Kulik (Rosja), Anselm Kiefer, William Kentridge, Lee Ufan, Jan Fabre, Marie Jo Lafontaine, Herman Nitsch, Weng Fen, Jitish Kallat, Braco Dimitrijević, Jarosław Kozłowski, Michelangelo Pistoletto, Lee Ufan, Gunter Ücker, Zbigniew Libera, Miguel Angel Rios, Roman Opałka, Koen Vanmechelen, Harum Farocki, SunYuan/Peng Yu, Izabella Gustowska, Kishio Suga, Sigalit Landau, Ryszard Waśko.